# Kuća na jezeru (2006.)
Kuća na jezeru je američka romantična drama iz 2005., te nova verzija južnokorejskog filma Il Mare iz 2000. Scenarij za film je napisao David Auburn, a režirao ga je Alejandro Agresti. U njemu se pojavljuju Keanu Reeves i Sandra Bullock kao Alex Wyler i Kate Forster, arhitekt koji živi u 2004. i liječnica koja živi u 2006. Komuniciraju putem pisama koje ostavljaju jedno drugom u poštanskom sandučiću kuće na jezeru, u kojoj su oboje živjeli u određenom razdoblju svog života; dopisuju se više od dvije godine, koliko ih i dijeli vremenska razlika. Za Alex vrijeme teče od 2004. do 2006., a za Kate - od 2006. do 2008.
Film je drugo zajedničko pojavljivanje za Reevesa i Bullock nakon filma Brzina iz 1994.

## Radnja
Godine 2006. dr. Kate Forster napušta kuću na jezeru koju je unajmila u predgrađu Wisconsina i preseli se u Chicago. Kate ostavi poruku u poštanskom sandučiću za sljedećeg stanara da joj proslijedi pisma koja dođu, dalje dodavši da su otisci od boje na prilazu kući već bili tu kad je došla. 
Dvije godine ranije, 2004., arhitekt Alex Wyler dolazi u kuću na jezeru i pronađe Kateino pismo u sandučiću. Kuća je zapuštena, bez tragova otisaka. Dok Alex restaurira kuću, pas protrči preko boje i ostavi svježe otiske točno tamo gdje je Kate rekla da će biti. Alex i Kate si nastave ostavljati poruke u sandučiću, a znak da je netko od njih uzeo poruku jest podizanje i spuštanje zastavice na sandučiću.
Zbunjen, Alex upita Kate kako je znala za otiske jer je kuća bila zapuštena prije njegovog dolaska. Podjednako zbunjena, Kate mu odgovori, i oboje otkriju da je između njih točno dvije godine vremenske razlike. Dopisujući se, prolaze zajedno kroz nekoliko događaja: Alex pronađe knjigu Pod tuđim utjecajem Jane Austen, na željezničkoj stanici na kojoj ju je Kate izgubila, zatim povede Kate u šetnju svojim najdražim mjestima u Chicagu uz pomoć karte koju joj je ostavio u sandučiću; naposljetku se susretnu na zabavi, ali joj on ne spomene njihovu vezu.
Nakon nekog vremena, Alex i Kate odluče se naći. Alex rezervira stol u restoranu Il Mare (tal. more, što je posveta originalnom korejskom filmu) za ožujak 2007. - dvije godine u njegovoj budućnosti, ali samo jedan dan u Kateinoj. Kate ga čeka u restoranu, ali on se ne pojavi. Slomljena srca, Kate zatraži od Alexa da joj više ne piše, prisjećajući se tragedije prije godine dana, na Valentinovo 2006., kad je svjedočila prometnoj nesreći blizu Daley Plaze i držala umirućeg čovjeka na rukama. Oboje napuste kuću na jezeru i nastave živjeti odvojeno.
Godinu dana kasnije, na Valentinovo, 2006. za Alexa i 2008. za Kate, Alex se vrati u kuću nakon što se prisjetio nečega o tom danu. U međuvremenu Kate se obrati arhitektu u svezi s planovima za adaptaciju kuće koju želi kupiti. Primijeti crtež kuće na jezeru na zidu konferencijske sale i sazna od arhitekta, - ustvari Alexovog brata Henryja -, da ju je nacrtao Alex - ista osoba s kojom se dopisivala. Također dozna da je Alex poginuo u prometnoj nesreći prije točno dvije godine i shvati zašto se nikad nije pojavio u restoranu - on je bio čovjek koji je poginuo na Daley Plazi.
Žureći prema kući, Kate napiše pismo Alexu u kojem mu kaže da ga voli, ali preklinje da ju ne pokuša naći. Moli ga da pričeka dvije godine i umjesto toga dođe u kuću na jezeru. U međuvremenu je Alex otišao na Daley Plazu potražiti Kate.
Stojeći kraj poštanskog sandučića, Kate sa strepnjom čeka da se zastavica spusti. Naposljetku, ona se spusti i ona uskoro začuje vozilo. Prilazi Alex, oni se poljube i uđu u kuću.

## Uloge
- Keanu Reeves - Alex Wyler
- Sandra Bullock - Kate Forster
- Christopher Plummer - Simon J. Wyler
- Ebon Moss-Bachrach - Henry Wyler
- Shohreh Aghdashloo - Dr. Anna Klyczynski
- Dylan Walsh - Morgan Price
- Willeke van Ammelrooy - Gđa Forster
- Lynn Collins - Mona

## Produkcija
Radnja filma i samo snimanje se odvijalo na području Chicaga. Kuća na jezeru je samo za potrebe filma bila izgrađena na jezeru Maple, u istoimenom rezervatu na jugozapadu čikaškog predgrađa. Ona je nakon snimanja bila uklonjena i na njezino je mjesto postavljen dok za pecanje. Scene koje se odvijaju u centru Chicaga bile su snimljene u povijesnom poslovnom dijelu zvanom "The Loop". Druge lokacije su gradići Aurora i Riverside; željeznička stanica u filmu je stvarna stanica u Riversideu, a most po kojem Alex trči za psom naziva se "Swinging Bridge" i premošćuje rijeku Des Plaines.

## Uspjeh na kinoblagajnama
U prvom tjednu prikazivanja film je zaradio sveukupno 13,6 milijuna dolara i našao se na četvrtom mjestu na američkim kinoblagajnama. Od 1. listopada 2006. film je zaradio 52,330.111 dolara kod kuće i 114,830.111 dolara u svijetu.
Warner Home Video je 26. rujna 2006. istovremeno objavio film na DVD-u, Blu-ray Discu HD DVD-u, čime je film postao prvi koji se pojavio na svim formatima.

## Kritike
Prema portalu Rotten Tomatoes, 36% kritičara je dalo filmu pozitivnu ocjenu. Mnogi su bili nezadovoljni unutarnjom logikom radnje. Alex je dvaput prekinuo Kateinu vremensku crtu, navodeći neke da događaje tumače kao vremenski paradoks. Drugi su ignorirali te događaje ili nisu pronašli razloge da slijede interpretaciju o jednoj vremenskoj crti događaja. Pozitivne kritike govore o filmskoj fotografiji, prikazu arhitekture Chicaga i osjećaja usamljenosti i odvojenosti likova.
Claudia Puig iz USA Todaya je napisala: "'Kuća na jezeru' je jedan od nejasnijih filmova posljednjih godina. Premisa nema smisla, bez obzira na to koliko razmišljate o njoj."
Roger Ebert, naglašavajući proturječnosti u logici, napisao je: "Nema veze, kažem vam, nema veze!". Ebert je filmu dao visoku ocjenu, 3.5 zvjezdice od 4, naglašavajući: "Ono na što reagiram u ovom filmu jest njegov temeljni romantični impuls."
Reeves i Bullock su 18. kolovoza 2006. osvojili nagradu Teen Choice Award za najbolji filmski poljubac.